# 白雲梯
白雲梯（1894年2月17日—1980年8月2日），字巨川，蒙古名色楞棟魯布，蒙古族，清末内扎萨克蒙古卓索圖盟喀喇沁中旗（今內蒙古自治區赤峰市寧城縣）人。早年为第一任內蒙古人民革命黨中央执行委员会委员长，後在國民政府和中國國民黨中任職，隨其撤往台灣。中華民國政治人物。

## 生平

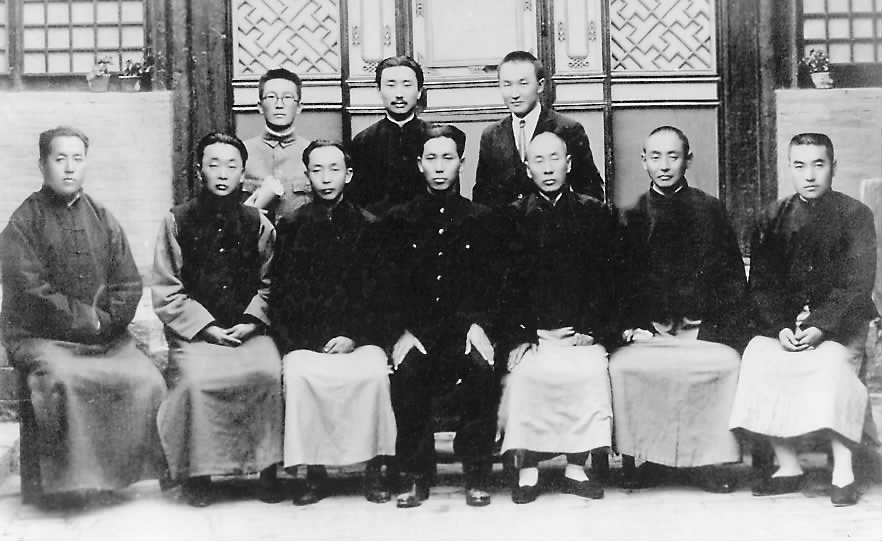
1925年10月，内蒙古人民革命党在张家口成立时，中央执行委员会常务委员同蒙古人民共和国及共产国际代表合影。前排左起：金永昌、福明泰、郭道甫、白云梯、乐景涛、包悦卿、李丹山；后排左一为宝音鄂木合（笔名齐庆毕力格图，蒙古革命青年联盟中央委员会书记），左二为丹巴道尔吉（蒙古人民革命党中央委员会委员长），左三为奥齐罗夫（共产国际代表）。

1894年（光緒20年），生於內扎萨克蒙古卓索圖盟喀喇沁中旗（今内蒙古自治区赤峰市寧城縣）。1911年（宣統3年），於北京国文專修館學習漢文。翌年（民國元年）入学公立蒙藏学校法制經濟科。1919年（民國8年）、加入中國國民黨。翌年任内蒙古黨務特派員。
1924年（民國13年）1月，出席中國國民黨第一次全國代表大會，獲選第1期候補中央執行委員（後任第2期、第4期）。3月，任國民黨内蒙臨時執行委員會籌備員，組建內蒙古國民黨。1925年3月，在内蒙古國民黨全蒙代表大會上獲選為執行委員會委員長。10月出席内蒙古人民革命党第一次代表大会。
1926年（民國15年）1月，任蒙古宣慰使。1928年（民國17年）2月，補選2期4中全会中央執行委員。6月，任蒙藏委員會常務委員。11月，任寧夏省政府委員。
1927年中国国民党清党后，在共产国际代表阿木嘎耶夫的主持之下，1927年8月10日开始在蒙古人民共和国首都乌兰巴托召开了内蒙古人民革命党乌兰巴托特别会议，执行委员会委员白云梯、郭道甫、金永昌、李丹山、福明泰、乐景涛等，以及来自内蒙古地区伊克昭盟、乌兰察布盟、哲里木盟、卓索图盟、察哈尔、呼伦贝尔等地的代表共40多人出席大会。当时在莫斯科中山大学留学的内蒙古学生乌力吉敖喜尔、白永伦等人，以及蒙古人民革命党的丹巴道尔吉也出席了大会。会议总结了内蒙古人民革命党的工作，在此过程中，以白云梯为首的“喀喇沁派”同以郭道甫为首的“达斡尔派”在党的领导权问题上发生争执。据乌力吉敖喜尔回忆，丹巴道尔吉在会上出面调停了双方的矛盾。会议随即批评了白云梯、郭道甫在工作中所犯的错误及他们之间进行宗派斗争的恶果，统一全党思想，重申党的纲领，确定该党的方针和任务。会议大幅度改选了中央领导机构，撤销了白云梯的中央委员会委员长职务，撤销了郭道甫的秘书长职务，将白云梯和郭道甫均降为中央委员；撤销了追随白云梯的金永昌、李丹山的中央常委、执委职务，并开除出中央委员会；选锡尼喇嘛的战友孟和乌力吉担任中央委员会委员长，白永伦为秘书长，孟和乌力吉、白永伦、福明泰、布尼雅巴色尔、白海风为常务委员，组成了新的中央常务委员会。新的中央领导机构设在乌兰巴托。会上，丹巴道尔吉曾经认为应当将白云梯、郭道甫保留在中央执行委员会，但共产国际代表阿木嘎耶夫称，内蒙古人民革命党的事情由内蒙古自主解决，阻止丹巴道尔吉出面干预。会后，在丹巴道尔吉的保护下，白云梯、金永昌、李丹山等人安全返回宁夏。1927年9月，白云梯等人返回宁夏后，由于对共产国际的干涉十分不满，乃发表了《内蒙古国民党反共宣言》，宣布反苏反共，通缉共产党员，杀害中国共产党党员李裕智，后赴南京投靠蒋介石。
其後白雲梯為汪精衛改組派成員参加反蔣介石運動。1929年（民國18年）11月，被剥奪黨籍。1931年（民国20年）10月，各派團結，獲回復黨籍。12月，任黨中央組織委員會委員。1934年（民國23年）3月，兼任蒙古地方自治政務委員會委員。
1945年（民國34年）5月，獲選國民黨第6期中央執行委員。翌年11月，當選制憲國民大會代表。1947年（民國36年）7月，任蒙藏委員會副委員長。後任行憲國民大會代表。1948年（民國37年）12月，任蒙藏委員會委員長。
1949年隨國民黨遷往台灣，出任總統府國策顧問。1957年（民國46年）10月起，歷任國民黨第八、九、十、十一屆中央評議委員。1980年（民國69年）8月2日逝世於臺北，享壽86歳。

### 書目
- 白雲梯 見《臺灣歷史辭典》
- 徐友春主編. . 河北人民出版社. 2007. ISBN 978-7-202-03014-1.
- 劉寿林編. . 中華書局. 1995. ISBN 7-101-01320-1.

| 前任：許世英 | 蒙藏委員會委員長1948年12月 - 1949年6月 | 繼任：關吉玉 |